# Ephemerella subvaria
Ephemerella subvaria je druh jepice z čeledi Ephemerellidae. Žije v Severní Americe. Poprvé tento druh popsal kanadský entomolog James Halliday McDunnough v roce 1931.